# قدور بن غبريط
قدور بن غبريط. (بالفرنسية: Kaddour Benghabrit) أو عبد القادر ابن غبريط ولد في سيدي بلعباس في الجزائر عام 1868 وتوفي في باريس عام 1954، كان يعمل مسؤولًا في متحف أورسيه بباريس، ومؤسس المعهد الإسلامي مسجد باريس الكبير.

## سيرة

### أصله
يرجع أصله إلى عائلة من الأعيان لتلمسان، بعد التعليم الثانوي في مدرسة (Lycée TaaLibia) في الجزائر العاصمة، وفي جامعة القرويين في فاس، بدأ حياته المهنية في الجزائر، في مجال القضاء.
في عام 1892م، أصبح مترجمًا مساعدًا في اللجنة الفرنسية في طنجة، ودخل أيضًا رسميًا، في إطار وزارة الخارجية الفرنسية.
تولى منصب رئيس المفوضية الفرنسية في طنجة من 1900 إلى 1901. شارك عام 1901 في اللجنة الفرنسية المغربية لتحديد الحدود بين المغرب والجزائر. شارك كذلك في البعثة الفرنسية في مؤتمر الجزيرة الخضراء والذي أُقرّت فيه أولوية فرنسا في المغرب.

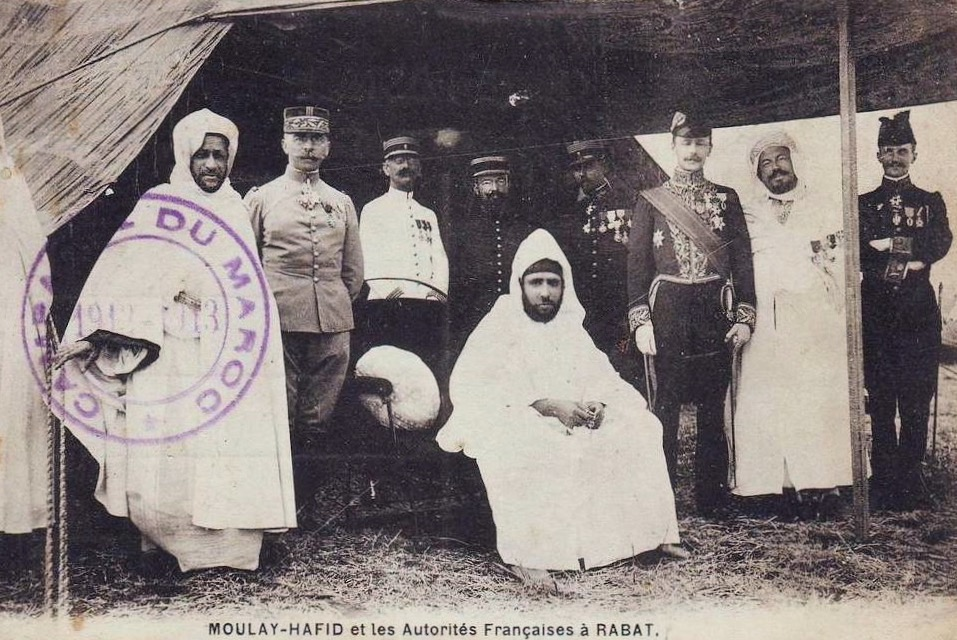
عبد القادر بن غبريط (الثاني من اليمين) مع محمد المقري وشاغلز اميل موانيي والسلطان المغربي عبد الحفيظ بن الحسن في الرباط 8 أغسطس 1912.

### معاهدة فاس
اضطلع بن غبريط بصفته مترجم لدى المفوضية الفرنسية في طنجة وشخص يحظى بثقة السلطان عبد الحفيظ بدور الترجمة في المفاوضات بين السلطان المغربي والسفير الفرنسي يوجين رينو في القصر الملكي في فاس، ونتجت عن هذه المفاوضات معاهدة فاس التي أقرت الحماية الفرنسية على المغرب 30 مارس 1912، والتي عرّبها بن غبريط. منحه بعد ذلك المقيم العام الفرنسي هوبير ليوطي منصب رئيس بروتوكول السلطان.

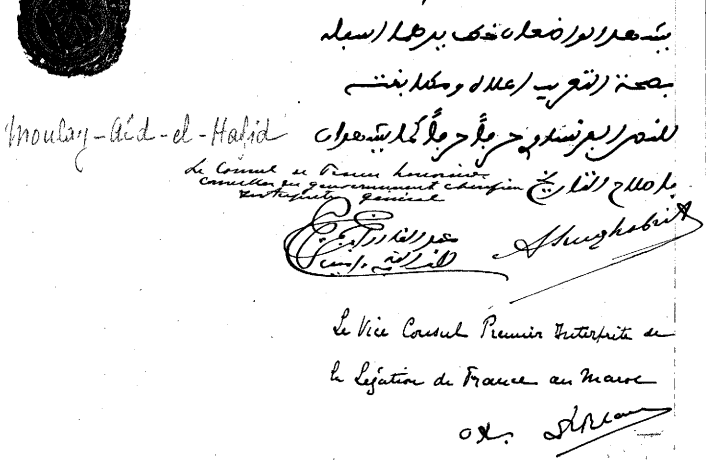
توقيع عبد القادر بن غبريط لتأكيد صحة تعريب معاهدة فاس الموقعة 30 مارس 1912.

### الحرب العالمية الأولى
أوفدت فرنسا عبد القادر بن غبريط إلى الحجاز رئيسًا لبعثة دبلوماسية إلى مكة لتسهيل إدارة الحج ولإقناع الحسين بن علي شريف مكة بالانفصال عن العثمانيين والانضمام إلى قوات الحلفاء واعدًا بدعم فرنسا في تأسيس خلافة عربية.

### استخبار
زود عبد القادر ابن غبريط، طيلة حياته العملية السلطات الفرنسية بمعلومات حساسة عن رأي المسلمين. وصفته الخارجية الفرنسية بأنه «من أكثر مخبريها العرب ثقة» وفي أبريل 1920 قام ابن غبريط بتزويد رئيس الوزراء الفرنسي ووزير الخارجية ألكسندر ميلران تقريرًا مكونًا من 23 صفحة عن موقف المسلمين في شمال إفريقيا والمشرق تجاه فرنسا، يدعو فيه إلى زيادة الاستقلالية في المستعمرات الفرنسية داخل إطار السيطرة الفرنسية وإلى تأسيس معهد باريس المسلم كمصدر أساسي للاستخبار.

## مسجد باريس الكبير
قاد ابن غبريط المبادرة لتأسيس مسجد باريس الكبير، الذي دشن 16 يوليو 1926. انقذ ابن غبريط مئات اليهود، بما فيهم سليم الهلالي، من الهولوكوست خلال الحرب العالمية الثانية عن طريق إعطائهم بطاقات هوية مسلمة مزورة من هيئة إدارة المسجد، ما سمح لهم بالهروب من المطاردة النازية.

## روابط خارجية
- Biographie de Si Kaddour Ben Ghabrit, site officiel de la Grande Mosquée de Paris